# الوكالة السويدية لوسائل الإعلام الميسرة
الوكالة السويدية لوسائل الإعلام التي يمكن الوصول إليها، مكتبة الكتب الصوتية وطريقة برايل سابقًا، هي وكالة إدارية حكومية سويدية تابعة لوزارة الثقافة .
مهمة الوكالة هي العمل بالتعاون مع المكتبات الأخرى في الدولة لضمان حصول الجميع على الأدب والمعلومات الاجتماعية بناءً على قدراتهم الخاصة، بغض النظر عن القدرة على القراءة أو الإعاقة، ولجعل الأدب سهل القراءة متاحًا. على سبيل المثال، يجب على الوكالة ضمان حصول الأشخاص الذين يعانون من صعوبات في القراءة والكتابة/ عسر القراءة وضعف البصر على الأدب في الوسائط الملائمة لهم: الكتب الصوتية وكتب برايل وكتب الصور اللمسية والكتب الإلكترونية. جميع الكتب الصوتية مصنوعة بتنسيق ديزي. ديزي تعني نظام المعلومات الرقمية التي يمكن الوصول إليها وهو معيار مفتوح راسخ دوليًا. بالإضافة إلى التعاون مع مكتبات المنطقة الأخرى بشأن إقراض الوسائط التي يمكن الوصول إليها، تمتلك الوكالة أيضًا برنامجها الخاص لإقراض كتب برايل. كما تعمل على تطوير التكنولوجيا للوسائط للأشخاص ذوي الإعاقات القرائية.
يمكن تنزيل الكتب والصحف المتاحة من مكتبة ليجيموس الرقمية التابعة للوكالة. في مارس 2016، بلغ عدد الكتب الصوتية أكثر من 100,000 كتاب، وأكثر من 18,000 كتاب مكتوب بطريقة برايل، وحوالي 3,000 كتاب إلكتروني، و150 كتابًا بلغة الإشارة.
تقع الوكالة في بيت بيلجيا في مالمو وتعمل هناك منذ 1 يناير 2020.

## التاريخ
تأسست مكتبة برايل في ستوكهولم عام 1892 على يد إيمي سيجرشتيدت، مديرة مدرسة تيستا سكولان (حرفيًا "المدرسة الصامتة")، وهي مدرسة خاصة للصم. انتقلت المكتبة إلى نفس مبنى الجمعية السويدية للمكفوفين في عام 1895 وتم الاستيلاء عليها من قبل الجمعية في عام 1912.
بدأت الجمعية السويدية للمكفوفين إقراض الكتب الصوتية في عام 1955. واستمرت أنشطة المكتبة عندما غيرت الجمعية اسمها إلى في عام 1977.
أصبحت مكتبة الكتب الصوتية والكتب المكتوبة بطريقة برايل سلطة رسمية في عام 1980. وعندما تأسست الوكالة، تم نقل جميع الكتب من الجمعية السويدية للمكفوفين إلى الوكالة، التي أصبحت بالتالي مركز إقراض الكتب الصوتية والكتب المكتوبة بطريقة برايل.
في 1 يناير 2013، غيرت مكتبة الكتب الصوتية وبريل اسمها إلى (وكالة الوسائط المُيسّرة). أحد أسباب تغيير الاسم هو توسّع نطاق عملها من الكتب الصوتية وكتب برايل إلى وسائط مُيسّرة أخرى.

## المنشورات
منذ عام 2015، تولت الوكالة السويدية لوسائل الإعلام مسؤولية الدولة عن نشر وتوزيع الأدبيات سهلة القراءة وتوفير معلومات إخبارية سهلة القراءة من خلال نشر مجلة الأخبار سهلة القراءة .
تنشر الوكالة ثلاث منشورات مجانية، قراءة الحياة، نحن قارئي برايل، وآخر مجلة الكتب سهلة القراءة.

## التعاون الشمالي
تتعاون الوكالة السويدية لوسائل الإعلام مع وكالات مماثلة في دول الشمال الأوروبي: المكتبة النرويجية للكتب الناطقة وبرايل ، نوتا في الدنمارك، في فنلندا؛ وجزر الأيسلندية. وُقِّعت اتفاقية عام 2009 تسمح بمشاركة المواد الأدبية المُيسَّرة بين هذه الدول. تُوسِّع الاتفاقية نطاق وصول المستخدمين، كما تُلغي التكرار غير الضروري في إعداد نسخ مُيسَّرة.

## جوائز الوكالة السويدية لوسائل الإعلام
حصلت الوكالة السويدية لوسائل الإعلام على جائزتين: ممثل القراءة لهذا العام والقراءة الذهبية والجائزة لسفير القراءة أو الراوي (للتسجيلات) الذي بذل جهودًا بارزة لتعزيز القراءة في قطاع الرعاية. تُقدّر هذه الجائزة المنظمات أو المؤسسات التي تُقدّم عملاً ممتازاً في تمكين الأشخاص الذين يعانون من صعوبات أو إعاقات في القراءة من القراءة بأسلوبهم الخاص. سابقاً، كانت جائزة إيمي وجائزة أفضل مكتبة سهلة القراءة تم منحها، وتم دمجها الآن والمعروفة باسم القراءة الذهبية .
الجوائز الحالية
القراءة الذهبية
جائزة لبقراءة الذهبية هي جائزة أم تي أم لإتاحة الوصول، تُمنح للفرد أو المؤسسة التي قدمت مساهمة بارزة أو قيّمة في مجال الوسائط المتاحة خلال العام. عُرفت سابقًا باسم جائزة "آمي"، وسُمّيت تيمنًا بإيمي سيجرشتيدت، مؤسسة جمعية برايل عام 1892، وهي السلف المباشر لأم تي ام.
المستلمون
- 2018 – (مشروع "قراءة الشباب لكبار السن") من إعداد هيلينا بينلوف سميدبيرج ولافين فاثي في مكتبة جوتسوندا في أوبسالا.[10]
- 2019 – مشروع الشعر المستدام في تريليبورغ، قائدة المشروع ماريا جلاوي.
- 2020 – إيفا فريد ومارتن فون كنورينج لكتاب طبخ للمكفوفين.[11]

ممثل القراءة لهذا العام
يتم تقديم جائزة ممثل القراءة لهذا العام إلى سفير القراءة أو الراوي لجهوده في تعزيز القراءة في رعاية الأشخاص ذوي الإعاقة أو كبار السن.
المستلمون
- 2012 - ماري شيلاندر، هاريدا
- 2013 - باربرو جرانبيرج وهيلينا أوسكارسون، بيتيو
- 2014 - آن إريكسون، هالمستاد
- 2015 – سوزان ساندبرج، سكوفد
- 2016 - إنغريد جونسون، ليدشوبينغ [12]
- 2017 – إنجبورج ألبريشت، يستاد [13]
- 2018 - بيت ساهلستروم، أوستهامار
- 2019 - أنيتا جيسون جرانيمالم، لجونجبي
- 2020 - سيباستيان أوكيسون

الجوائز السابقة
جائزة إيمي
جائزة إيمي هي جائزة الوكالة السويدية لوسائل الإعلام لإتاحة الوصول، وتُمنح لفرد أو منظمة قدّمت مساهمة بارزة أو تقدّمية في مجال إتاحة الوصول للوسائط خلال العام. في عام 2018، دُمجت جائزة إيمي وجائزة أفضل مكتبة سهلة القراءة لتشكيل جائزة القراءة الذهبية.
المستلمون
- 2010 – ست مكتبات في منطقة أوميا [14]
- 2011 – كومفوكس كارنان في هيلسينجبورج
- 2012 – هايدي كارلسون أسبلوند، أمينة مكتبة ومديرة مشروع
- 2013 - آنا فالبيك، أمينة مكتبة، مكتبة لينشوبينغ
- 2014 - آن ليونجدال، مطورة المكتبة المدرسية، فاستيراس [15]
- 2015 - جيني إدفاردسون، معلمة في صالة الألعاب الرياضية ويندس، كريستيانستاد [16]
- 2016 – خدمة القراءة بمكتبة جامعة جوتنبرج [17]
- 2017 – لا جائزة

أفضل مكتبة سهلة القراءة
تم منح الجائزة لمكتبة أدركت الحاجة إلى القراءة السهلة بين العديد من الفئات المستهدفة وعملت بنشاط في مجال التسويق والمعلومات المخطط لها جيدًا حول القراءة السهلة.
المستلمون
- 2009 – مكتبة نورشوبينغ
- 2010 – مكتبة سوندبيبيرج
- 2011 – مكتبة سترانغناس
- 2012 – مكتبة ميوليبي
- 2013 – مكتبة فارنامو ومكتبة جافله
- 2014 – مكتبة هالمستاد
- 2015 – مكتبة لينشوبينغ
- 2016 – مكتبة تومبا
- 2017 – no award